# ビーマックス
ビーマックス（B-MAX）は、1998年にアルゼ（現ユニバーサルエンターテインメント）が開発・販売したパチスロ機（4号機）である。本機を境に、ユニバーサルからアルゼ名義となる。機種名の由来は、ビッグボーナス中の獲得枚数を、最大値（MAX）にしたことから。

## 概要
1998年、パチスロにおける規定や機能について様々な緩和がなされた。その中でいわゆる拡大解釈の結果、数々の新機能を搭載したマシンがこの頃から多数登場したが、その一つに大量獲得というビッグボーナスの獲得枚数を増加させたカテゴリが生まれた。そして、その大量獲得の先駆のひとつとなったのが本機である。

## 特徴
- 本機は、それまでのアルゼ系マシン同様に小役狙いに大量リーチ目と表向きは何ら変哲のないアルゼマシンの一つとして登場したが、既に他社から出されていた大量獲得機ではなかなか出せなかった600枚以上の獲得すら射程圏内、そして設定1におけるビッグボーナス確率が1/400に迫る低確率であった。
- ビッグボーナス中の小役ゲームでは、右リールにBOMB・爆弾・BOMB（BOMBは他機種のBARのように見やすい黒絵柄）を狙うことで15枚（爆弾・爆弾・BOMB）獲得でき、しかもそれが高確率で揃う。
- ビッグボーナスは平均で550枚程度、最高では681枚獲得可能（3枚賭け時）であるが、リプレイはずしにはビタ押しが必須である。後に攻略雑誌によって、特定条件下に限り2コマハズシとなるポイント（見た目上リプレイがテンパイする箇所だが、リール制御上テンパイしない）の存在が確認された。
- しかしリプレイはずしを完璧にこなすことで、設定1でも機械割100%を超えるため、勝つためには技術介入が必須の台となった。
- メガヒット機種『ハナビ』の影に隠れながらもその存在感をアピールし、本機を境に大量獲得時代へと進み、翌年には大量獲得機初の大ヒットマシン『大花火』へと繋がっていった。
- 本機とリール配列が同一の機種が、後に4号機で登場する。1つは通常Aタイプの『アレックス』であり、もう1つは微妙なタレントとのタイアップ路線シリーズの『おさるの超悟空CY』である。
- 本機種は赤7と青7のビッグボーナスBGMが異なる。

## ボーナス確率・機械割
| 設定 | BIG      | REG      | 機械割       |
| ---- | -------- | -------- | ------------ |
| 1    | 1/399.61 | 1/655.36 | 80.7〜 96.2% |
| 2    | 1/356.17 | 1/564.97 | 84.5〜102.0% |
| 3    | 1/321.25 | 1/496.48 | 88.2〜107.8% |
| 4    | 1/292.57 | 1/442.81 | 91.8〜113.5% |
| 5    | 1/268.59 | 1/399.61 | 95.3〜119.1% |
| 6    | 1/240.94 | 1/364.09 | 99.8〜126.5% |

※機械割はメーカー発表